# ناکس‌سیتی (میزوری)
ناکس‌سیتی (به انگلیسی: Knox City) یک شهر در ایالات متحده آمریکا است که در شهرستان ناکس، میزوری واقع شده‌است. ناکس‌سیتی ۰٫۵۴ کیلومتر مربع مساحت و ۲۱۶ نفر جمعیت دارد و ۲۳۳ متر بالاتر از سطح دریا واقع شده‌است.